# Red Holloway
Red Holloway, geboren als James Wesley Holloway (Helena, 31 mei 1927 - Morro Bay, 24 februari 2012), was een Amerikaanse jazz- en blueszanger en saxofonist.

## Biografie
Red Holloway groeide op in Chicago en had zijn eerste onderricht bij zijn moeder, een kerkorganiste. Hij speelde aanvankelijk banjo en mondharmonica en wisselde daarna op 12-jarige leeftijd naar de tenorsaxofoon. Aan de DuSable High School speelde hij in de schoolbigband met Johnny Griffin en Eugene Wright. Daarna studeerde hij aan het conservatorium van Chicago. Tijdens zijn militaire diensttijd speelde hij in de Amerikaanse Fifth Army Band, keerde daarna terug naar Chicago en speelde daar o.a. met Yusef Lateef en Dexter Gordon. 
In 1984 begeleidde hij de blueszanger Roosevelt Sykes (die een schoolvriend was van zijn moeder) en speelde hij later nog met verdere bluesmuzikanten als Willie Dixon, Junior Parker, Lloyd Price en John Mayall.
Tijdens de jaren 1950 werkte Holloway overwegend in de regio Chicago, waar hij optrad met Billie Holiday, Muddy Waters, Chuck Berry, Ben Webster, Jimmy Rushing, Arthur Prysock, Dakota Staton, Eddie 'Cleanhead' Vinson, Wardell Gray, Sonny Rollins, Red Rodney, Lester Young, Joe Williams, Redd Foxx, B.B. King, Bobby Bland en Aretha Franklin. Bovendien ging hij op tournee met Sonny Stitt, Memphis Slim en Lionel Hampton.
Van 1963 tot 1966 behoorde hij tot de band van de organist Brother Jack McDuff, waarin toentertijd ook George Benson speelde. In 1964 verscheen het album Brother Red onder zijn eigen naam bij Prestige Records, waaraan ook McDuff en Benson meewerkten. Op verdere Prestige-albums uit deze tijd speelden ook Lonnie Smith, John Patton, Eric Gale en Leonard Gaskin met Holloway. De opnamen verschenen later als Legends of Acid Jazz.
Holloway werkte van 1977 tot 1982 met Sonny Stitt, met wie hij twee albums opnam. Na de dood van Stitt speelde hij in de band van Clark Terry (Having Fun, 1990). 
Midden jaren 1980 begon Holloway een reeks albums op te nemen voor SteepleChase Records en daarna voor Concord Records, waaraan gastmuzikanten meewerkten als Horace Parlan, Cedar Walton, Phil Upchurch, Harry "Sweets" Edison en Jesper Lundgaard. In 19933/1994 speelde hij mee op twee albums van Horace Silver.

## Privéleven en overlijden
Hij woonde ten laatste in Cambria en overleed in februari 2012 op 84-jarige leeftijd aan de gevolgen van een beroerte.

## Discografie
- 1964: Brother Red (Prestige Records)
- 1984: Nica's Dream (SteepleChase Records)
- 1985: Keep that Groove Going! (Milestone Records)
- 1987: Red Holloway & Company (Concord Jazz)
- 1989: Locksmith Blues (Concord Jazz)
- 1995: Live at the 1995 Floating Jazz festival (Chiaroscuro Records)
- 1995: Mojo Blues Band: Rhythm & Blues Party feat. Red Holloway
- 1997: Day Dream - Red Holloway - T.C. Pfeiler (Tonewheel Records)
- 2011: "Red and Blue" - The Music of Al Sears and Jimmy "T99" Nelson - The Blue Flagships meet Red Holloway  (Styx Records)